# Слуцький Борис Абрамович
Бори́с Абра́мович Слу́цький (* 7 травня 1919, Слов'янськ — † 22 лютого 1986, Тула) — український та російський поет і перекладач, займався перекладами поезій з англійської, німецької, польської мов.

## Життєпис
Народився 7 травня 1919 року в родині службовця у Слов'янську.
Навчався у Харкові. 1937 року переїхав до Москви, займався юриспруденцією, поступив до Літературного інституту ім. М.Горького, який закінчив у 1941 гоці. Того ж року навесні були опубліковані його перші вірші.
З початком нацистсько-радянської війни йде на фронт солдатом. Був важко поранений, після одужання знову на фронті, згодом стає політруком.
Обраний секретарем партійної організації секції поезії Спілки письменників СРСР.
З 1953 року знову друкується у різних виданнях.
31 жовтня 1958 року на загальних зборах членів Спілки він під тиском владних «компетентних органів» виступає з різким засудженням закордонної публікації роману Бориса Пастернака «Доктор Живаго» — це призвело до виключення Пастернака зі складу спілки.
За свідченням його сучасників, тяжко переживав свій вчинок і весь час наголошував, що «спрацював механізм партійної дисципліни».
Після смерті дружини через пухлини лімфовузлів в 1977 році перебував у стані важкої депресії, остаточно полишив літературну діяльність.
Останні роки життя Слуцький провів в Тулі у молодшого брата Єфима, перебував в психічній лікарні.

## Творчість
Деякі з його книг:
- 1957 — «Пам'ять» — книга віршів,
- 1959 — «Час»,
- 1961 — «Сьогодні і вчора»,
- 1964 — «Робота»,
- 1969 — «Сучасні історії»,
- 1971 — «Річна стрілка»,
- 1973 — «Доброта дня»,
- 1984 — «Терміни».

## Пам'ять
У Слов'янську з 2016 року є провулок, названий на честь Бориса Слуцького. Також на корпусі Донбаського державного педагогічного університету (вулиця Університетська, 12) встановлено меморіальну дошку на честь поета.